# Дамянос Дойкос
Дамянос Дойкос (на гръцки: Δαμιανός Δόϊκος) е виден гръцки богослов и историк.

## Биография
Дойкос е роден в 1922 година в костурското градче Хрупища. Преподава в Солунския университет и е първият председател на катедрата по богословие. Автор е на много, новаторски изследвания. Обявен е за почетен професор на Солунския университет.
Умира на 18 октомври 2011 година.